# سلستین
سلستین (Celestine) یا سلستیت (Celestite) با فرمول شیمیایی SrSO4، تشکیل شده از سولفات استرانسیم است؛ دلیل این نام‌گذاری این است که گاهی به رنگ آبی لطیفی، دیده شده‌است. این کانی شکننده، به شکل‌های بلوری یا گاهی الیافی تشکیل می‌شود. می‌توان آن را در تمام جهان مانند: آلمان، بریتانیا، ایتالیا، چک‌واسلواکی و … و در مقدار کم پیدا کرد. نوع آبی آن در ماداگاسکار یافت شده‌است.
بزرگترین سلستین با نام ژِئُد، در دریاچه ایری در اوهایو پیدا شده که قطر پهن‌ترین نقطهٔ آن ۳۵ پا (فوت) است.